# Страјане
Страјане (мкд. Страјане) је насељено место у Северној Македонији, у северозападном делу државе. Страјане припада општини Гостивар.

## Географски положај
Насеље Страјане је смештено у северозападном делу Северне Македоније. Од најближег већег града, Гостивара, насеље је удаљено 20 km јужно.
Страјане се налази у горњем делу историјске области Полог. Насеље је положено високо, на југозападним висовима Суве горе. Надморска висина насеља је приближно 1.060 метара.
Клима у насељу је планинска.

## Становништво
По попису становништва из 2002. године Страјане је имало 307 становника.
Претежно становништво у насељу су Албанци (100%). 
Већинска вероисповест у насељу је ислам. 